# Dysgonia algira
Dysgonia algira là một loài bướm đêm thuộc họ Erebidae. Nó được tìm thấy ở châu Âu (but primarily ở Nam Âu), Bắc Phi và Cận Đông.
Sải cánh dài 40–46 mm. Con trưởng thành bay từ tháng 5 đến tháng 8 tùy theo địa điểm.
Ấu trùng ăn Rubus và liễu.

## Hình ảnh

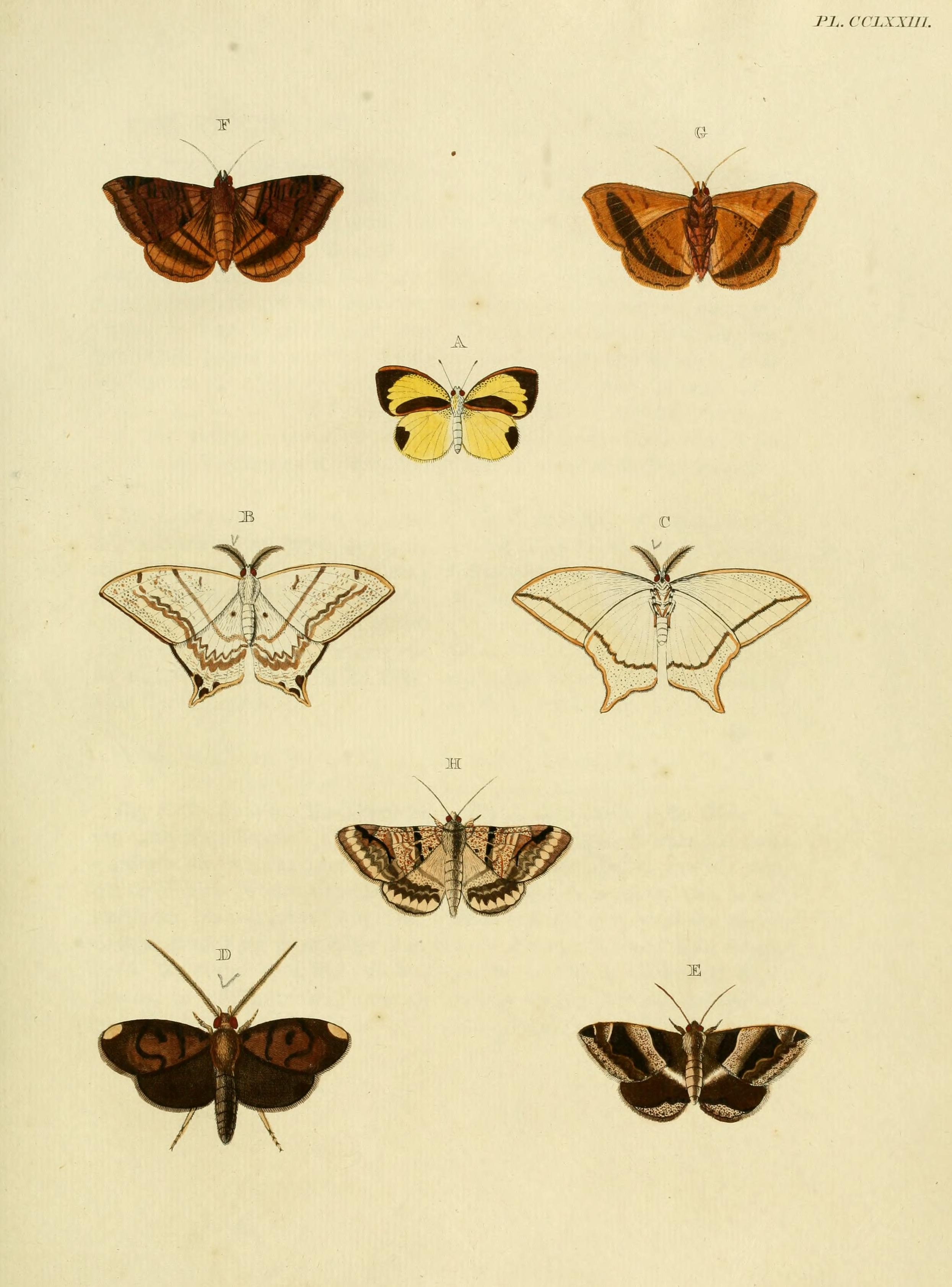
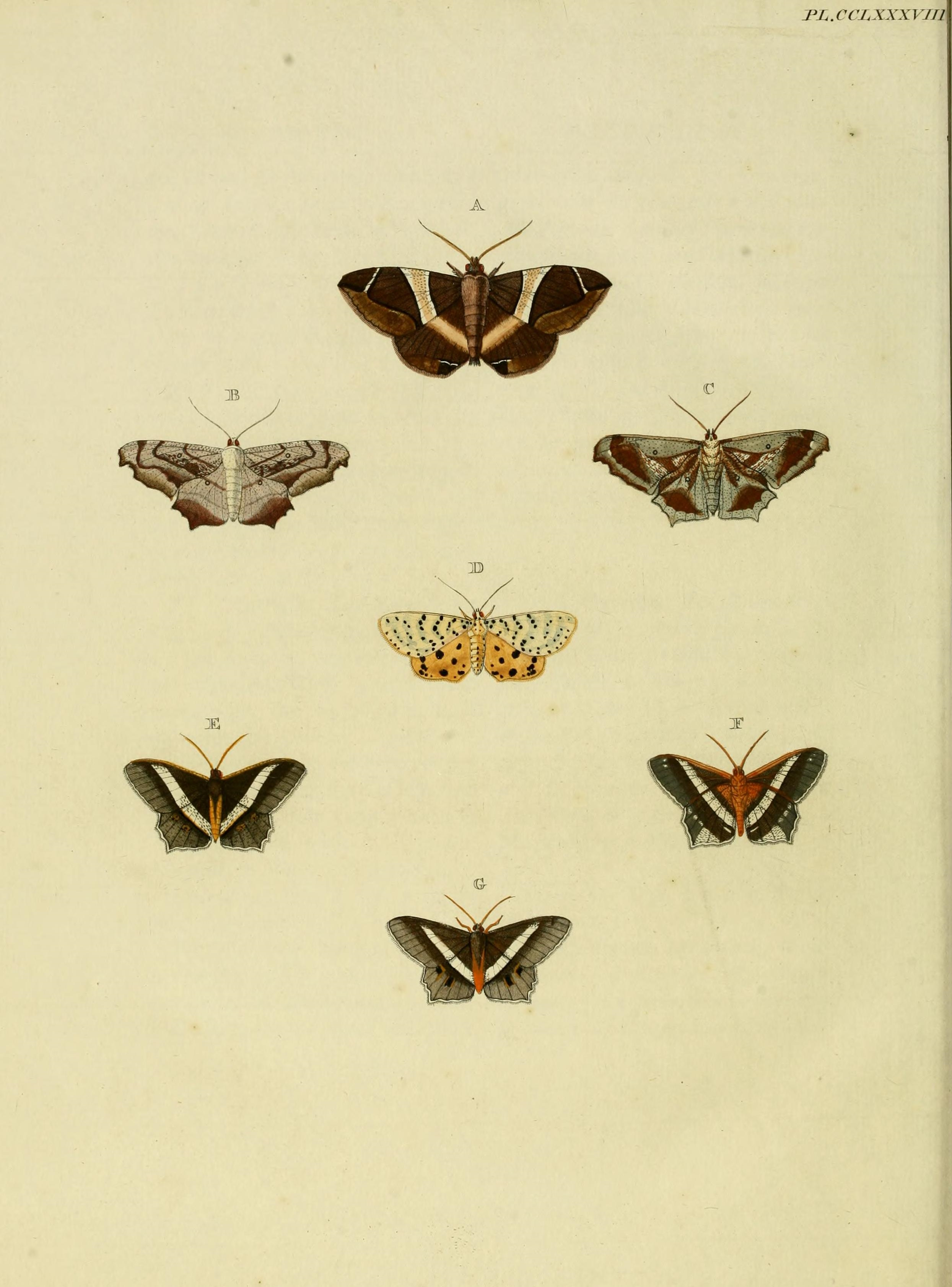